# Flavobacterium hydatis
Flavobacterium hydatis ist eine Art von Bakterien. Die Art ist ein Verursacher der Bakteriellen Kiemenkrankheit bei Lachsen.

## Merkmale
Die Art Flavobacterium hydatis ist Gram-negativ. Die Zellen sind stäbchenförmig. Die Breite liegt ungefähr zwischen 0,4 und 0,7 µm, die Länge zwischen 1,5 und 15,0 µm. Es treten auch coccoide Formen sowie Filamente auf. Flagellen sind nicht vorhanden. Allerdings kann sich Flavobacterium hydatis gleitend bewegen (gliding motility). Diese Bewegungsart findet man bei vielen Vertretern der Gattung. Wachstum erfolgt bei Temperaturen zwischen 5 und 35 °C. Optimal sind 20–25 °C. Die Art ist fakultativ anaerob, zeigt also unter Zugabe bestimmter Nährstoffe, wie z. B. Pepton, auch ohne Sauerstoff Wachstum. In älteren Kulturen können Sphaeroplasten auftreten.  Der GC-Gehalt in der DNA berägt 32,7 %.

## Systematik
Flavobacterium hydatis zählt zu der Familie der Flavobacteriaceae, welche wiederum zu der Klasse Bacteroidetes gestellt wird.

## Etymologie
Der Gattungsname Flavobacterium beruht auf dem lateinischen Wort „Bacterium“ (Bakterie) und auf dem ebenfalls lateinischen Wort „flavus“, welches Gelb bedeutet. Letzteres bezieht sich auf die Farben der Kolonien, welche oft ein ausgeprägtes Gelb zeigen. Der Artname beruht auf dem lateinischen Wort hydatis, welches so viel wie „auf/von Wasser“ bedeutet.

## Veterinärmedizin
Flavobacterium hydatis ist pathogen für Lachse, sie ist der Verursacher der Bakteriellen Kiemenkrankheit. In der Gattung Flavobacterium sind mehrere Bakterien pathogen für Fische, Beispiele sind F. columnare, F. johnsoniae und F. psychrophilum.